# Urechinus loveni
Urechinus loveni är en sjöborreart som först beskrevs av Alexander Emanuel Agassiz 1898.  Urechinus loveni ingår i släktet Urechinus och familjen Urechinidae. Inga underarter finns listade i Catalogue of Life.